# 热河泉
40°59′25″N 117°56′27″E / 40.99028°N 117.94083°E

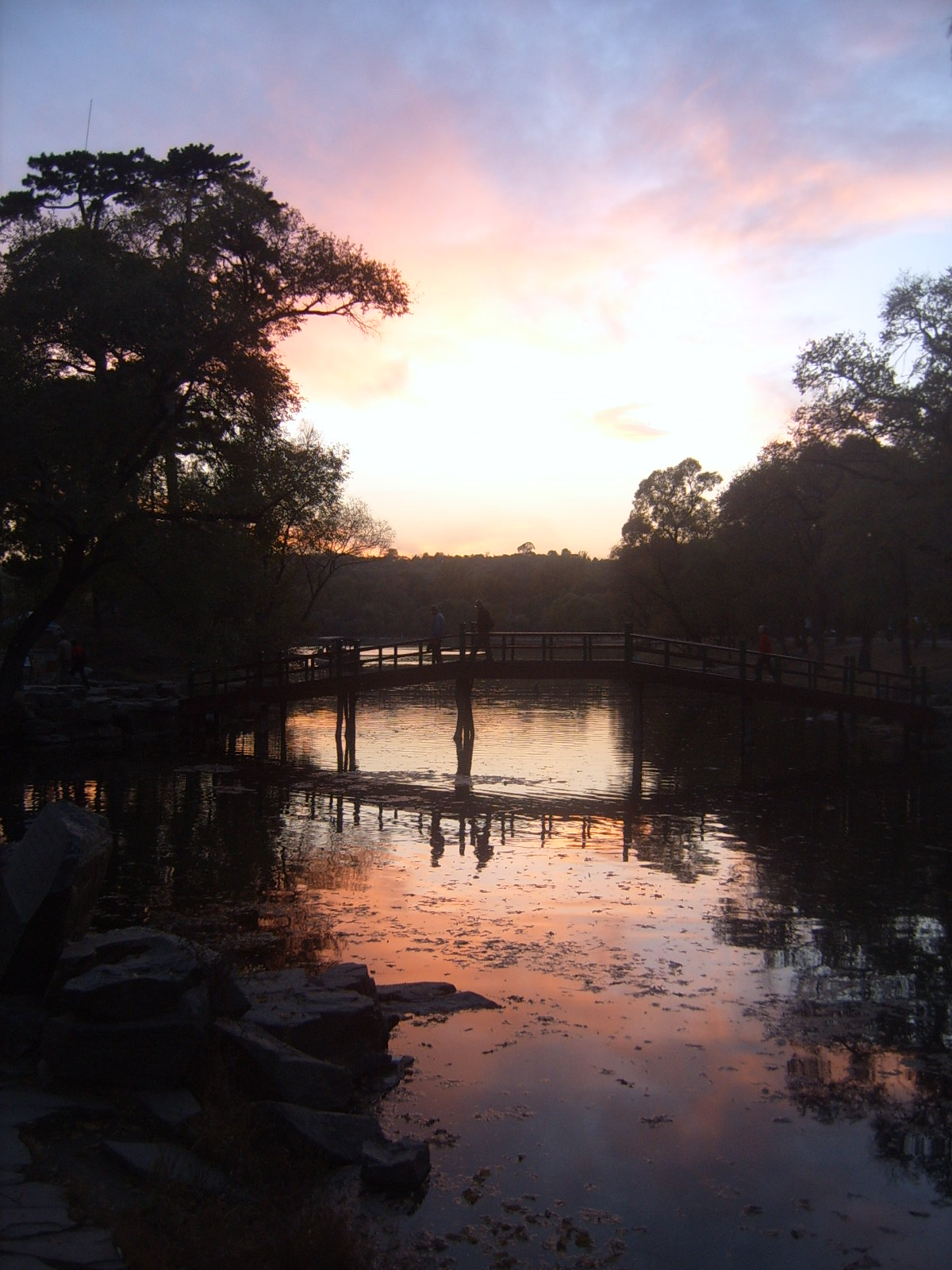
热河泉附近澄湖水面

热河泉位于中华人民共和国河北省承德市承德避暑山庄湖区东北角，是山庄内澄湖的主要水源。泉水从石隙流出，隆冬时节，泉水喷涌，雾气缭绕，因此得名。热河泉系由一群细泉组成，直接汇流入湖，年涌水量约4400万立方米。泉水经过湖区向南，通过银湖后，穿五孔闸（山庄宫墙）后，向南流入武烈河。湖区是承德避暑山庄的主要组成部分之一。